# 469219 카모오알레와

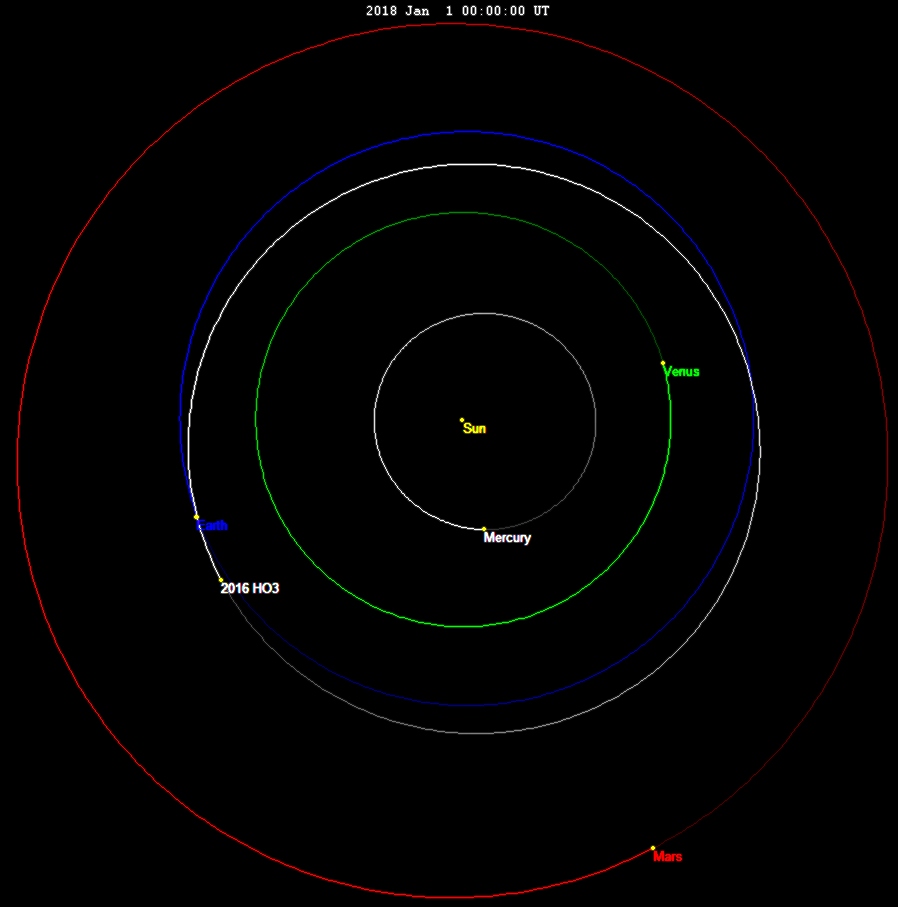
카모오알레와의 궤도.

469219 카모오알레와 (Kamoʻoalewa, 2016 HO3)은 지구의 준위성의 하나로서, 지름은 약 41m이다. 2016년 4월 27일 할레아칼라 천문대의 Pan-STARRS가 발견하였다.

## 같이 보기
- 아르주나 소행성
- 3753 크뤼트네
- 6Q0B44E